# قائمة مسلسلات رمضان 2016
قائمة مسلسلات رمضان 2016 الموافق ل 1437 هي قائمة تضم المسلسلات التلفزيونية التي ستعرض في رمضان هذا العام.

## المسلسلات المصرية
| إسم المسلسل       | النوع       | البطولة                               |
| ----------------- | ----------- | ------------------------------------- |
| مأمون وشركاه      | كوميدي      | عادل إمام                             |
| الخانكة           | دراما       | غادة عبدرالزق                         |
| افراح القبة       | دراما       | منى زكي                               |
| فوق مستوى الشبهات | دراما       | يسرى                                  |
| سقوط حر           | دراما جريمة | نيللي كريم                            |
| وعد               | دراما       | مي عز الدين                           |
| نيللي وشريهان     | كوميديا     | ايمي سمير غانم ودنيا سمير غانم        |
| ابو البنات        | كوميدي      | مصطفى شعبان                           |
| الأسطورة          | دراما       | محمد رمضان                            |
| راس الغول         | دراما       | محمود عبدالعزيز، مصطفى أبو سريع وبوسي |

## مسلسلات سورية
| رقم | اسم المسلسل               | النوع            | المخرج         | البطولة                                                    |
| --- | ------------------------- | ---------------- | -------------- | ---------------------------------------------------------- |
| 1   | صدر الباز                 | فانتازيا         | تامر إسحاق     | سلوم حداد, أيمن رضا ,سلمى المصري                           |
| 2   | خاتون                     | فانتازيا         | تامر إسحاق     | سلوم حداد, يوسف الخال, كندة حنا                            |
| 3   | الندم                     | سيرة ذاتية       | الليث حجو      | محمود نصر, سلوم حداد, دانا مارديني, باسم ياخور             |
| 4   | عطر الشام                 | بيئة شامية       | محمد زهير رجب  | رشيد عساف, زهير رمضان                                      |
| 5   | مذنبون أبرياء             | بوليسي           | أحمد السويداني | خالد القطيش, عامر العلي, زهير رمضان                        |
| 6   | بلا غمد                   | بوليسي, مخابراتي | فهد ميري       | وائل رمضان, ديمة قندلفت, محمد الأحمد, وجدي عبيدو           |
| 7   | تحت الحزام                | أكشن, جريمة      | حاتم علي       | سمر سامي, حاتم علي, باسم ياخور, دانا مارديني               |
| 8   | بقعة ضوء ج12              | كوميدي           | سيف الشيخ نجيب | أيمن رضا, ميسون أبو أسعد, أمل عرفة                         |
| 9   | باب الحارة (الجزء الثامن) | اجتماعي          | بسام ملا       | عباس النوري, صباح الجزائري, مصطفى سعد الدين, مصطفى الخاني  |
| 10  | الطواريد                  | كوميدي           | مازن السعدي    | أحمد الأحمد, محمد حداقي, أيمن رضا, جيني الأسبر, جمال العلي |